# André Lausseigh
André Lausseigh (auch André Lauseig; * 8. Januar 1900 in Blaye; † 2. Dezember 1972 in Bruges) war ein französischer Langstreckenläufer.
Beim Crosslauf der Olympischen Spiele 1924 in Paris erreichte er nicht das Ziel, wurde jedoch wie der Rest des französischen Teams mit einer Bronzemedaille ausgezeichnet.